# The Showdown (Band)
The Showdown ist eine US-amerikanische christliche Heavy-Metal/Southern-Rock-Band aus Elizabethton, Tennessee. Die Band besteht seit 2002.

## Geschichte
Die Band wurde 2002 als Pop/Punk-Band mit dem Namen 2540 gegründet. Dieser Name bezog sich auf das Matthäus-Evangelium, Kapitel 25, Vers 40. Zu den Gründungsmitgliedern gehörten die Brüder Daniel und Jeremy Swain (Schlagzeug bzw. Gitarre) und Travis Bailey (Bass). Kurze Zeit später schloss sich der Sänger David Bunton der Band an. Nachdem die Swain-Brüder die Band aus schulischen bzw. beruflichen Gründen verließen, wechselte Bailey zur Gitarre. Neuer Schlagzeuger wurde Andrew Hall. Durch Hall veränderte sich die Musik leicht in Richtung Metalcore. Auf Halls Vorschlag änderte die Band ihren Namen in The Showdown.
2004 erschien das Debütalbum A Chorus of Obliteration und The Showdown tourten durch Nordamerika mit Bands wie Trivium, Flyleaf oder Underoath. Ende 2006 verließ Hall die Band, um professioneller Wrestler bei der WWE zu werden. Neuer Schlagzeuger wurde A.J. Barette (ex-Still Remains). Im Februar 2007 erscheint das zweite Album Temptation Come My Way, welches in Europa von Century Media veröffentlicht wird. Im Februar 2008 verkündete Travis Bailey aus familiären Gründen seinen Ausstieg.

## Diskografie
- 2004: A Chorus of Obliteration
- 2007: Temptation Come My Way
- 2008: Back Breaker
- 2010: Blood in the Gears